# Interamma karnyi
Interamma karnyi är en insektsart som beskrevs av Schmidt 1926. Interamma karnyi ingår i släktet Interamma och familjen Derbidae. Inga underarter finns listade i Catalogue of Life.